# Circonscriptions sénatoriales des Philippines

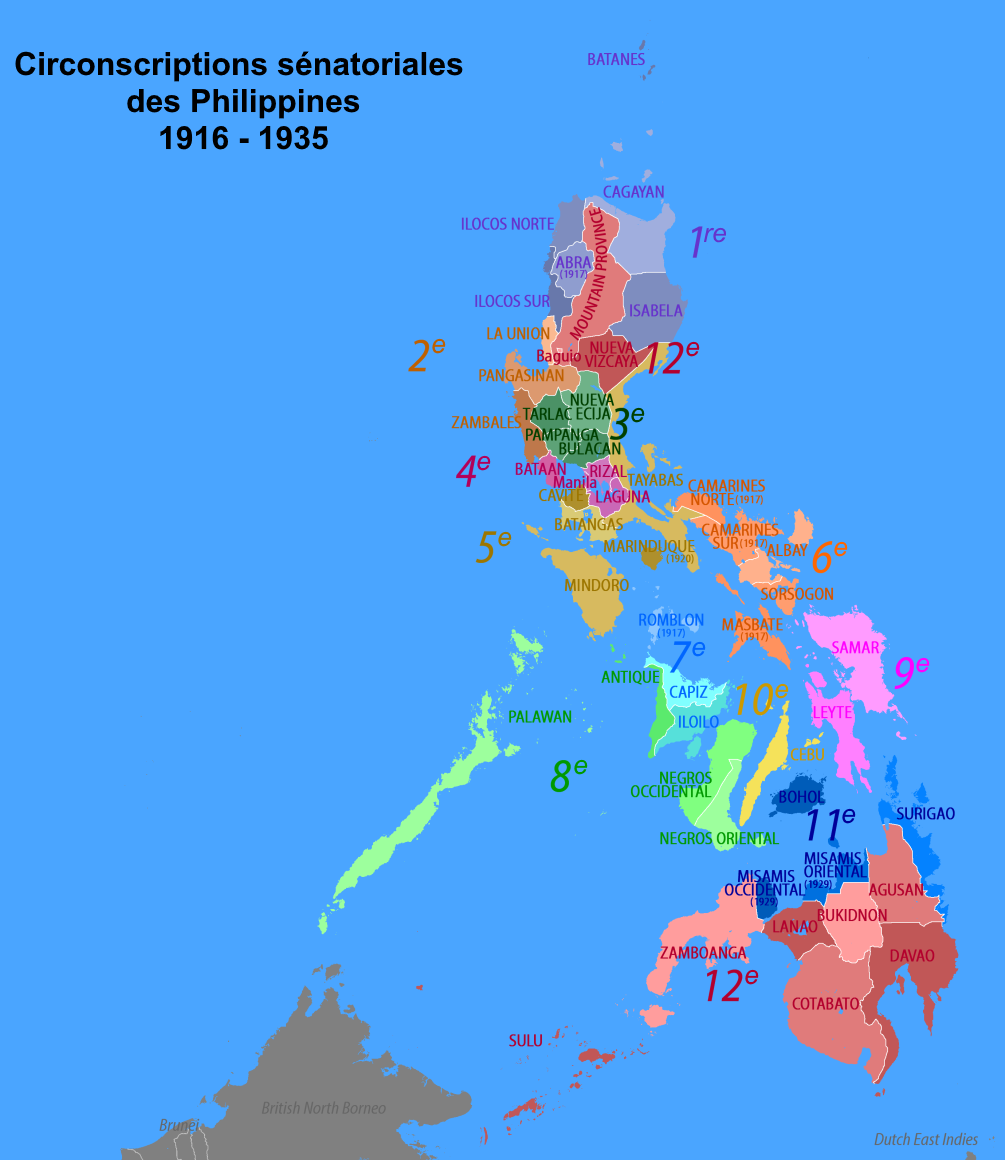
Carte des circonscriptions sénatoriales.

Les circonscriptions sénatoriales des Philippines, parfois appelées districts sénatoriaux, regroupaient de 1916 à 1935 les provinces du pays en douze circonscriptions électorales représentées chacune par deux sièges au Sénat. Elles ont disparu en 1935 avec la création du Commonwealth des Philippines.
Si le Sénat existe toujours de nos jours, ces circonscriptions sont caduques, car les sénateurs sont élus nationalement. Les circonscriptions sénatoriales ne doivent pas être confondues avec les circonscriptions législatives, utilisées elles pour l'élection des députés.

## Histoire
Les Philippines étaient depuis 1901 une colonie des États-Unis. En août 1916, la loi Jones (Philippine Autonomy Act) acta la création d'un nouveau parlement bicaméral entièrement philippin constitué d'une chambre basse (la Chambre des représentants) et d'une chambre haute (le Sénat), sur le modèle du Congrès américain,. Il s'agissait d'une étape importante sur le chemin de l'autogouvernance puis de l'indépendance des Philippines.
La loi Jones prévoyait la création de douze circonscriptions sénatoriales (approximativement numérotées du nord au sud), avec deux sièges de sénateur à pourvoir chacune, pour 24 sénateurs au total. Les onze premières circonscriptions regroupaient les provinces historiques de l'époque espagnole, et les sénateurs y étaient élus démocratiquement. La douzième circonception incluait Mindanao, l'archipel de Sulu et le centre de Luzon, c'est-à-dire les territoires que les colons espagnols n'avaient jamais entièrement contrôlés ; dans cette circonscription, qui regroupait notamment les minorités musulmanes, les deux sénateurs n'y étaient pas élus, mais nommés par le gouverneur général américain des Philippines.
En 1935, la création du Commonwealth des Philippines mit fin à ce système, les deux chambres du parlement bicaméral étant remplacées par une seule chambre élue, l'Assemblée nationale. Puis, lorsque le Sénat fut remis en place en 1940, les sénateurs étaient désormais élus nationalement, et non par circonscription sénatoriale.
Durant toute la période allant de 1916 à 1935, Manuel L. Quezon, le futur président du pays, assuma la fonction de président du Sénat.

## Première circonscription
Provinces : Batanes, Cagayan, Ilocos Norte, Ilocos Sur, Isabela, puis Abra après 1917.
| Période                              | Sénateur (premier siège) | Sénateur (second siège)     |
| ------------------------------------ | ------------------------ | --------------------------- |
| 4e législature philippine 1916–1919  | Juan Villamor            | Vicente Singson Encarnacion |
| 5e législature philippine 1919–1922  | Santiago Fonacier        | Vicente Singson Encarnacion |
| 6e législature philippine 1922–1925  | Santiago Fonacier        | Isabelo de los Reyes        |
| 7e législature philippine 1925–1928  | Elpidio Quirino          | Isabelo de los Reyes        |
| 8e législature philippine 1928–1931  | Elpidio Quirino          | Melecio Arranz              |
| 9e législature philippine 1931–1934  | Elpidio Quirino          | Melecio Arranz              |
| 10e législature philippine 1934–1935 | Elpidio Quirino          | Melecio Arranz              |

## Seconde circonscription
Provinces : La Union, Pangasinan, Zambales
| Période                              | Sénateur (premier siège) | Sénateur (second siège) |
| ------------------------------------ | ------------------------ | ----------------------- |
| 4e législature philippine 1916–1919  | Aquilino Calvo           | Pedro Ma. Sison         |
| 4e législature philippine 1916–1919  | Matias Gonzales          | Pedro Ma. Sison         |
| 5e législature philippine 1919–1922  | Bernabe de Guzman        | Pedro Ma. Sison         |
| 6e législature philippine 1922–1925  | Bernabe de Guzman        | Alejo Mabanag           |
| 7e législature philippine 1925–1928  | Camilo O. Osías          | Alejo Mabanag           |
| 8e législature philippine 1928–1931  | Camilo O. Osías          | Teofilo Sison           |
| 8e législature philippine 1928–1931  | Alejandro de Guzman      | Teofilo Sison           |
| 9e législature philippine 1931–1934  | Alejo Mabanag            | Teofilo Sison           |
| 10e législature philippine 1934–1935 | Alejo Mabanag            | Teofilo Sison           |

1. ↑   Démitionne le 26 février 1917.
2. ↑   Élection partielle du 5 mai 1917.
3. ↑   Nommé commissaire résident (Resident Commissioner) en 1929.
4. ↑   Remplace Camilo Osías.

## Troisième circonscription
Provinces : Bulacan, Nueva Ecija, Pampanga, Tarlac
| Période                              | Sénateur (premier siège) | Sénateur (second siège) |
| ------------------------------------ | ------------------------ | ----------------------- |
| 4e législature philippine 1916–1919  | Isauro Gabaldon          | Francisco Liongson      |
| 5e législature philippine 1919–1922  | Teodoro Sandiko          | Ceferino de Leon        |
| 6e législature philippine 1922–1925  | Teodoro Sandiko          | Santiago Lucero         |
| 7e législature philippine 1925–1928  | Teodoro Sandiko          | Santiago Lucero         |
| Luis Morales                         | Teodoro Sandiko          |                         |
| 8e législature philippine 1928–1931  | Teodoro Sandiko          | Benigno S. Aquino       |
| 9e législature philippine 1931–1934  | Sotero Baluyut           | Benigno S. Aquino       |
| 10e législature philippine 1934–1935 | Sotero Baluyut           | Hermogenes Concepcion   |

1. ↑   Meurt le 2 novembre 1925.
2. ↑   Élection partielle du 23 mars 1926 pour remplacer Santiago Lucero.

## Quatrième circonscription
Provinces : Bataan, Laguna, Rizal, ainsi que la ville de Manille
| Période                              | Sénateur (premier siège) | Sénateur (second siège) |
| ------------------------------------ | ------------------------ | ----------------------- |
| 4e législature philippine 1916–1919  | Pedro Guevara            | Rafael Palma            |
| 5e législature philippine 1919–1922  | Pedro Guevara            | Rafael Palma            |
| 6e législature philippine 1922–1925  | Pedro Guevara            | Emiliano Tria Tirona    |
| 6e législature philippine 1922–1925  | Ramon J. Fernandez       | Emiliano Tria Tirona    |
| 7e législature philippine 1925–1928  | Juan Sumulong            | Emiliano Tria Tirona    |
| 8e législature philippine 1928–1931  | Juan Sumulong            | José G. Generoso        |
| 9e législature philippine 1931–1934  | Juan Nolasco             | José G. Generoso        |
| 10e législature philippine 1934–1935 | Juan Nolasco             | Juan Sumulong           |

1. ↑   Nommé commissaire résident des États-Unis le 4 mars 1923.
2. ↑    Élection partielle du 3 octobre 1923 pour remplacer Pedro Guevara.

## Cinquième circonscription
Provinces : Batangas, Cavite, Mindoro, Tayabas, ainsi que Marinduque à partir de 1920
| Période                              | Sénateur (premier siège) | Sénateur (second siège) |
| ------------------------------------ | ------------------------ | ----------------------- |
| 4e législature philippine 1916–1919  | Vicente Ilustre          | Manuel L. Quezon        |
| 5e législature philippine 1919–1922  | Antero Soriano           | Manuel L. Quezon        |
| 6e législature philippine 1922–1925  | Antero Soriano           | Manuel L. Quezon        |
| 7e législature philippine 1925–1928  | José P. Laurel           | Manuel L. Quezon        |
| 8e législature philippine 1928–1931  | José P. Laurel           | Manuel L. Quezon        |
| 9e législature philippine 1931–1934  | Claro M. Recto           | Manuel L. Quezon        |
| 10e législature philippine 1934–1935 | Claro M. Recto           | Manuel L. Quezon        |

## Sixième circonscription
Provinces : Albay, Ambos Camarines (divisée en Camarines Norte et Camarines Sur en 1917), Sorsogon, ainsi que Masbate à partir de 1917
| Période                              | Sénateur (premier siège) | Sénateur (second siège) |
| ------------------------------------ | ------------------------ | ----------------------- |
| 4e législature philippine 1916–1919  | Mario Guariña            | Leoncio Imperial        |
| 5e législature philippine 1919–1922  | Vicente de Vera          | Leoncio Imperial        |
| 6e législature philippine 1922–1925  | Vicente de Vera          | Juan B. Alegre          |
| 7e législature philippine 1925–1928  | José O. Vera             | Juan B. Alegre          |
| 8e législature philippine 1928–1931  | José O. Vera             | José T. Fuentebella     |
| 9e législature philippine 1931–1934  | José O. Vera             | José T. Fuentebella     |
| 10e législature philippine 1934–1935 | José O. Vera             | Domingo Imperial        |

## Septième circonscription
Provinces : Capiz, Iloilo, puis Romblon à partir de 1917
| Période                              | Sénateur (premier siège) | Sénateur (second siège) |
| ------------------------------------ | ------------------------ | ----------------------- |
| 4e législature philippine 1916–1919  | Francisco Villanueva     | José Altavas            |
| 5e législature philippine 1919–1922  | José Ma. Arroyo          | José Altavas            |
| 6e législature philippine 1922–1925  | José Ma. Arroyo          | José Hontiveros         |
| 7e législature philippine 1925–1928  | José B. Ledesma          | José Hontiveros         |
| 8e législature philippine 1928–1931  | José B. Ledesma          | Antonio Belo            |
| 9e législature philippine 1931–1934  | Ruperto Montinola        | Antonio Belo            |
| 10e législature philippine 1934–1935 | Ruperto Montinola        | Potenciano Trenas       |

1. ↑   Died on June 10, 1934.

## Huitième circonscription
Provinces : Antique, Negros occidental, Negros oriental, Palawan
| Période                              | Sénateur (premier siège) | Sénateur (second siège) |
| ------------------------------------ | ------------------------ | ----------------------- |
| 4e législature philippine 1916–1919  | Manuel Lopez             | Espiridion Guanco       |
| 5e législature philippine 1919–1922  | Hermenegildo Villanueva  | Espiridion Guanco       |
| 6e législature philippine 1922–1925  | Hermenegildo Villanueva  | Espiridion Guanco       |
| 7e législature philippine 1925–1928  | Hermenegildo Villanueva  | Mariano Yulo            |
| 8e législature philippine 1928–1931  | Hermenegildo Villanueva  | Mariano Yulo            |
| Francisco Zulueta                    | Hermenegildo Villanueva  |                         |
| 9e législature philippine 1931–1934  | Gil Montilla             |                         |
| 10e législature philippine 1934–1935 | Gil Montilla             | Isaac Lacson            |

## Neuvième circonscription
Provinces : Leyte, Samar
| Période                              | Sénateur (premier siège) | Sénateur (second siège) |
| ------------------------------------ | ------------------------ | ----------------------- |
| 4e législature philippine 1916–1919  | Esteban Singzon          | José Ma. Veloso         |
| 5e législature philippine 1919–1922  | Francisco Enage          | José Ma. Veloso         |
| 6e législature philippine 1922–1925  | Francisco Enage          | Tomas Gomez             |
| 7e législature philippine 1925–1928  | José Ma. Veloso          | Tomas Gomez             |
| 7e législature philippine 1925–1928  | José Ma. Veloso          | Pastor Salazar          |
| 8e législature philippine 1928–1931  | José Ma. Veloso          | José D. Avelino         |
| 9e législature philippine 1931–1934  | José Ma. Veloso          | José D. Avelino         |
| 10e législature philippine 1934–1935 | José Ma. Veloso          | José D. Avelino         |

1. ↑   meurt le 28 juillet 1926.
2. ↑   Élu pour remplacer Tomas Gomez.

## Dixième circonscription
Provinces : Cebu
| Période                              | Sénateur (premier siège) | Sénateur (second siège) |
| ------------------------------------ | ------------------------ | ----------------------- |
| 4e législature philippine 1916–1919  | Celestino Rodriguez      | Filemon Sotto           |
| 5e législature philippine 1919–1922  | Celestino Rodriguez      | Filemon Sotto           |
| 6e législature philippine 1922–1925  | Celestino Rodriguez      | Sergio Osmeña           |
| 7e législature philippine 1925–1928  | Pedro Rodriguez          | Sergio Osmeña           |
| 8e législature philippine 1928–1931  | Pedro Rodriguez          | Sergio Osmeña           |
| 9e législature philippine 1931–1934  | Manuel C. Briones        | Sergio Osmeña           |
| 10e législature philippine 1934–1935 | Manuel C. Briones        | Sergio Osmeña           |

## Onzième circonscription
Provinces : Bohol, Misamis (divisée en Misamis occidental et Misamis oriental en 1939), Surigao
| Période                              | Sénateur (premier siège) | Sénateur (second siège) |
| ------------------------------------ | ------------------------ | ----------------------- |
| 4e législature philippine 1916–1919  | Nicolas Capistrano       | José A. Clarin          |
| 5e législature philippine 1919–1922  | Francisco Soriano        | José A. Clarin          |
| 6e législature philippine 1922–1925  | Francisco Soriano        | José A. Clarin          |
| 7e législature philippine 1925–1928  | Troadio Galicano         | José A. Clarin          |
| 8e législature philippine 1928–1931  | Troadio Galicano         | José A. Clarin          |
| 9e législature philippine 1931–1934  | Juan Torralba            | José A. Clarin          |
| 10e législature philippine 1934–1935 | Juan Torralba            | José A. Clarin          |

1. ↑   Meurt le 2 juin 1935.

## Douzième circonscription
Provinces : Département de Mindanao et Sulu (composé des sous-divisions suivantes : Agusan, Bukidnon, Cotabato, Davao, Lanao, Sulu et Zamboanga), Mountain Province (qui incluait à l'époque Apayao, Benguet, Bontoc, Ifugao, Kalinga, Amburayan et Lepanto), Nueva Vizcaya, ainsi que la ville de Baguio.
| Période                              | Sénateur (premier siège) | Sénateur (second siège) |
| ------------------------------------ | ------------------------ | ----------------------- |
| 4e législature philippine 1916–1919  | Joaquin D. Luna          | Hadji Butu              |
| 5e législature philippine 1919–1922  | Teofisto Guingona, Sr.   | Lope K. Santos          |
| 6e législature philippine 1922–1925  | Teofisto Guingona, Sr.   | Hadji Butu              |
| 7e législature philippine 1925–1928  | José Alejandrino         | Hadji Butu              |
| 8e législature philippine 1928–1931  | Manuel Camus             | Hadji Butu              |
| 9e législature philippine 1931–1934  | Ludovico Hidrosollo      | Jamalul Kiram II        |
| 10e législature philippine 1934–1935 | Juan Gaerlan             | Datu Sinsuat            |

## Sources
1. ↑  (en) Renato Constantino et Letizia R. Constantino, A History of the Philippines, NYU Press, 1975, 459 p. (ISBN 978-0-85345-394-9, lire en ligne), p. 315-316.
2. 1 2  Oscar Yabes et Artemio A. Adasa, « Le système parlementaire philippin », Informations constitutionnelles et parlamentaires, vol. 55, no 189,‎ 2005, p. 5-24 (lire en ligne).
3. 1 2  (en) Edgardo J. Angara, « Philippine Senate’s history », Manila Bulletin,‎ 28 janvier 2017 (lire en ligne).

Autres sources
- (en) Cet article est partiellement ou en totalité issu de l’article de Wikipédia en anglais intitulé « Senatorial districts of the Philippines » (voir la liste des auteurs).
- (en) List of Senators - Senate of the Philippines. Consulté le 1er avril 2007.